# Elfriede Schaumann

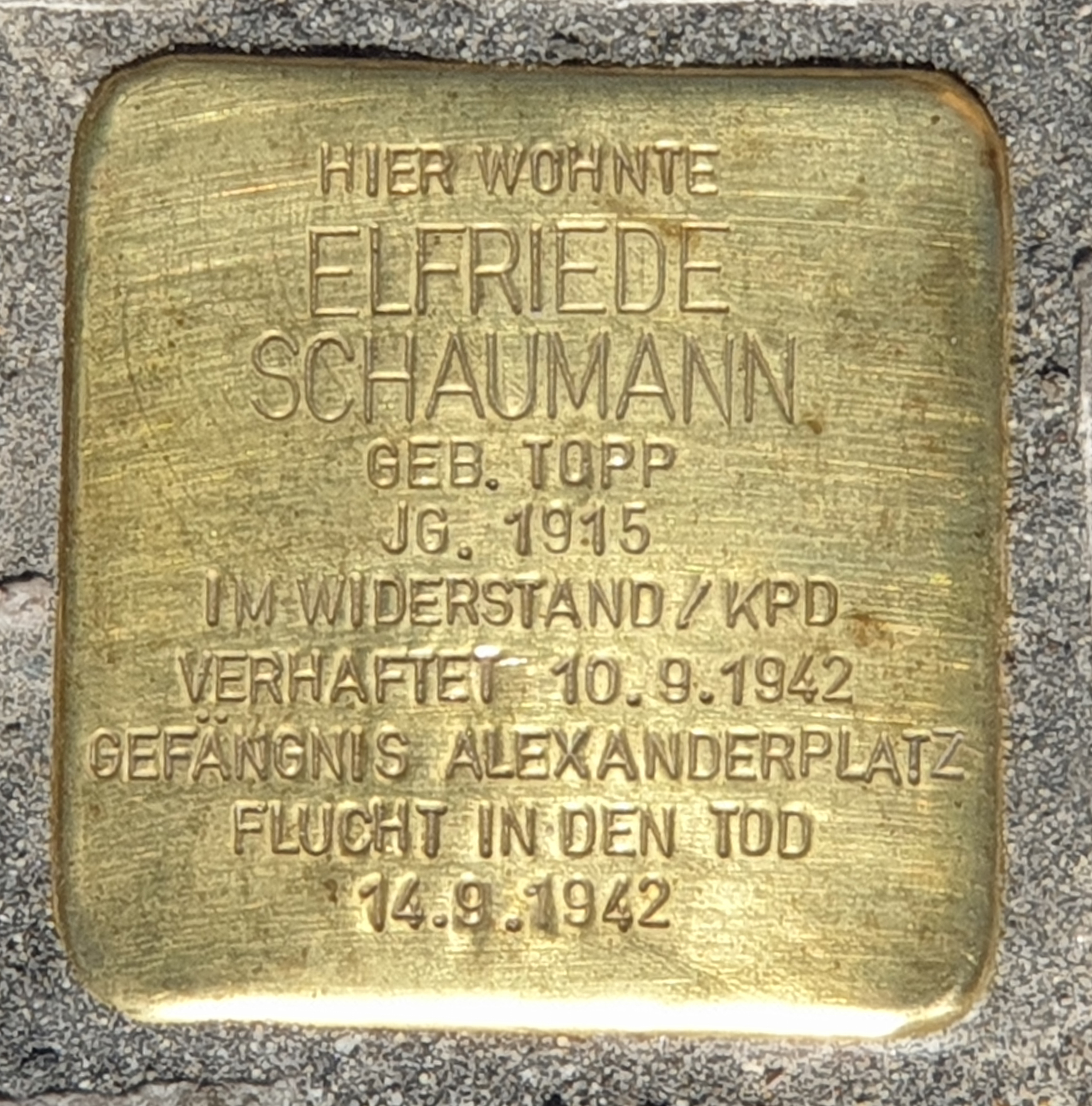
Stolperstein für Elfriede Schaumann

Elfriede Friederike Karoline Marie „Friedel“ Schaumann, geborene Topp (* 19. August 1915 in Malchin; † 14. September 1942 in Berlin), war eine deutsche Widerstandskämpferin gegen den Nationalsozialismus.

## Leben
Elfriede Topp wurde 1915 in Malchin (Großherzogtum Mecklenburg-Schwerin) als Tochter des Maurers Bernhard Friedrich Wilhelm Topp und dessen Ehefrau Mathilde Emilie Ernestine geb. Vontheim geboren. 1918 zog die Familie nach Neukölln. Nach der Volksschule arbeitete sie als Hausangestellte. 1931 bis 1941 arbeitslos, engagierte sie sich im ASV Fichte Berlin und in der Internationalen Arbeiterhilfe (IAH). Der ASV wurde 1933 verboten, und Elfriede Topp wurde wegen Vorbereitung zum Hochverrat angeklagt, jedoch aus Mangel an Beweisen freigesprochen. 1936 lernte sie den Kommunisten Werner Schaumann kennen, den sie 1938 heiratete.
In der Wohnung des Ehepaars in der Talberger Straße 10 in Berlin-Britz wurden antifaschistische Treffen organisiert. Werner Schaumann wurde am 23. Mai 1942 von der Gestapo festgenommen, Elfriede Schaumann am 10. September 1942. Unter Folter hatte ein Gefangener die beiden und andere Männer und Frauen des Widerstands an die Gestapo verraten. Um der Folter zu entgehen, nahm sich Elfriede Schaumann im Polizeigefängnis am Alexanderplatz am 14. September 1942 um 9:00 Uhr das Leben. Ihre Todesurkunde verzeichnet als Todesursache „Acuter Herztod. Vergiftung ? Selbstmord ? Section steht noch aus“. Werner Schaumann wurde am 11. Mai 1943 hingerichtet.
Am 28. August 2021 wurden für Elfriede und Werner Schaumann zwei Stolpersteine an ihrem Wohnsitz in der Talberger Straße verlegt.